# Gof Njale
Gof Njale är en krater i Kenya.   Den ligger i länet Marsabit, i den centrala delen av landet, 400 km norr om huvudstaden Nairobi. Toppen på Gof Njale är 711 meter över havet. Gof Njale ingår i Res Fila.
Terrängen runt Gof Njale är lite kuperad. Runt Gof Njale är det mycket glesbefolkat, med 6 invånare per kvadratkilometer. Det finns inga samhällen i närheten. Omgivningarna runt Gof Njale är i huvudsak ett öppet busklandskap.